# Maidan, Huseatîn
Maidan (în ucraineană Майдан) este o comună în raionul Huseatîn, regiunea Ternopil, Ucraina, formată numai din satul de reședință.

## Demografie
Componența lingvistică a comunei Maidan
     Ucraineană (100%)
Conform recensământului din 2001, toată populația comunei Maidan era vorbitoare de ucraineană (100%).